# Curtiss-Wright XP-55 Ascender
Curtiss-Wright XP-55 Ascender (định danh công ty: CW-24) là một mẫu thử máy bay tiêm kích của Hoa Kỳ, do hãng Curtiss-Wright chế tạo.

## Tính năng kỹ chiến thuật (XP-55)

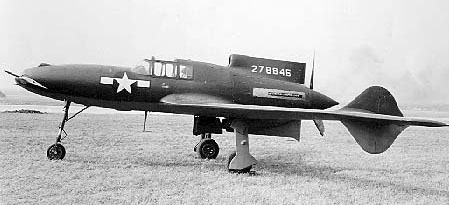
Curtis XP-55 Ascender

Dữ liệu lấy từ WW2 Aircraft Fact Files: US Army Air Force Fighters, Part 1 
Đặc điểm tổng quát
- Kíp lái: 1
- Chiều dài: 29 ft 7 in (9 m)
- Sải cánh: 40 ft 7 in (12,4 m)
- Chiều cao: 10 ft 0 in (3 m)
- Diện tích cánh: 235 ft² (21,83 m²)
- Trọng lượng rỗng: 6.354 lb (2.882 kg)
- Trọng lượng có tải: 7.710 lb (3.497 kg)
- Trọng lượng cất cánh tối đa: 7.930 lb (3.600 kg)
- Động cơ: 1 × Allison V-1710-95, 1.275 hp (951 kW)

 Hiệu suất bay 
- Vận tốc cực đại: 390 mph ở độ cao 19.300 ft (628 km/h)
- Tầm bay: 635 mi (1.020 km)
- Trần bay: 34.600 ft (10.500 m)
- Vận tốc lên cao: 2.350 ft/phút (11,9 m/s)
- Tải trên cánh: lb/ft² (kg/m²)
- Công suất/trọng lượng: 0,16 hp/lb (0,27 kW/kg)

Trang bị vũ khí

4 × súng máy 0,50 in (12,7 mm)